# Ivan Zabeline
Ivan Egorovitch Zabeline (Иван Егорович Забелин; 17/29 septembre 1820 à Tver – 31 décembre 1908/13 janvier 1909 à Moscou) est un historien et archéologue russe de tendance slavophile qui aida à la fondation du musée d'histoire de Moscou sur la place Rouge et présida cette institution jusqu'en 1906. Zabeline était considéré comme une autorité éminente dans le domaine de l'histoire de Moscou et une figure clef du nationalisme romantique russe.

## Biographie
Il est le fils d'un petit fonctionnaire, Gueorgui (Egor) Stepanovitch Zabeline, issu d'une famille de prêtres orthodoxes de la campagne. La famille déménage à Moscou en 1821 et le père meurt en 1828. La mère est obligée de se placer comme domestique. Ivan Zabeline étudie dans une école pour orphelins. Il rejoint l'équipe d'archivistes du Kremlin de Moscou en 1837. Influencé par des historiens de Moscou tels qu'Ivan Sneguiriov et Pavel Stroïev, Zabeline est l'un des premiers à faire des recherches sur l'histoire des faubourgs et des monastères de Moscou. Alors qu'il travaille au palais des Armures, Zabeline étudie l'histoire des fondeurs et des émailleurs de la Russie médiévale. Il est considéré également comme un expert dans le domaine de la peinture d'icônes et de l'architecture moscovite. Il étudie par exemple l'église Saint-Nicolas-le-Thaumaturge-du-Torg et la fresque du Jugement dernier de Roublev.
En 1859, le comte Sergueï Stroganov invite Zabeline à fouiller des tumulus scythes dans le sud de la Russie et en Crimée. C'est l'un des premiers à introduire des méthodes stratigraphiques dans le domaine de l'archéologie russe. Il est le premier à fouiller la tombe de Tchertomlyk, l'un des kourganes scythes les plus importants. Le résultat de ces fouilles se trouve aujourd'hui au musée de l'Ermitage. Zabeline fonde avec le comte Alexeï Ouvarov la Société impériale russe d'archéologie (en 1864). Il a détaillé le résultat de ses trouvailles dans Les Antiquités de la Scythie d'Hérodote (1866, 1873).
En 1873, Zabeline abandonne ses recherches archéologiques et se dévoue aux études de l'histoire de Moscou d'avant Pierre le Grand et de la Moscovie de la fin du Moyen-Âge. Il préside la Société d'histoire et d'archéologie de Moscou entre 1872 et 1888 et il est fort respecté par des artistes russes tels que Riabouchkine, Malioutine ou Vasnetsov. En 1894, Zabeline est élu à l'Académie des sciences de Saint-Pétersbourg (honoris causa).
Zabeline pensait que l'« âme du peuple » se manifestait non pas tant que dans les institutions étatiques et l'histoire politique, opinion que défendaient ses collègues allemands,  mais dans le quotidien particulier de la vie domestique et des relations familiales. Il s'appuya pour cela dans une série de monographies décrivant la vie privée du peuple russe au XVIe siècle et au XVIIe siècle.
La grande trilogie de Zabeline La Vie domestique des tsars russes (1862), La Vie domestique des tsarines russes (1872) et Les Grands Boyards dans leurs votchinas (1871) est toujours une référence des historiens modernes. Son grand opus, L'Histoire du mode de vie russe des premiers temps est resté inachevé. Il a beaucoup écrit pour divers périodiques, dont Le Messager historique, Antiquité russe. 
Il est inhumé au cimetière Vagankovo.